# Timios Stavros tou Agiasmati

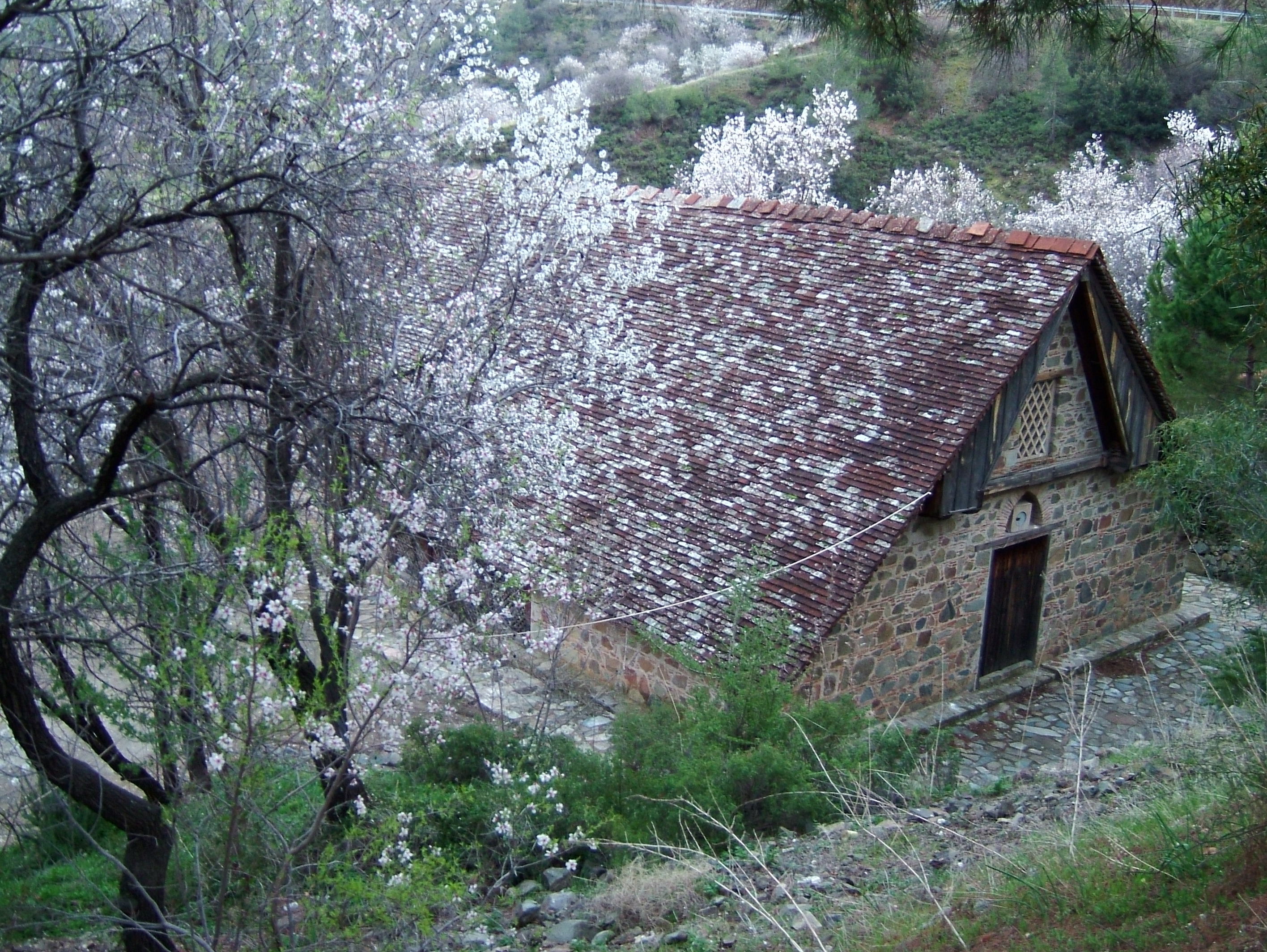
Timios Stavros tou Agiasmati

Timios Stavros tou Agiasmati (griechisch Τιμίος Σταυρος του Αγιασμάτι) ist ein Kirchengebäude der zyprisch-orthodoxen Kirche auf Zypern. Die Kirche wurde 1985 von der UNESCO als Teil der Weltkulturerbestätte Bemalte Kirchen im Gebiet von Troodos in das UNESCO-Welterbe aufgenommen.

## Beschreibung
Die Kirche ist eine der Scheunendachkirchen im Troodos-Gebirge und liegt etwa vier Kilometer von Platanistasa entfernt. Sie ist dem Heiligen Kreuz geweiht. Das Holzdach der Heilig-Kreuz-Kirche ruht wie bei der Kirche Panagia tis Podithou in Galata auf einer die Kirche umgebenden Mauer, so dass ein gedeckter Umgang entsteht. Der Beiname Agiasmati erinnert wohl daran, dass Flüchtlinge aus einem gleichnamigen Ort in Kleinasien nach der Eroberung von Konstantinopel 1453 hierher geflüchtet waren.
Die Malereien stammen vom Ende des 15. Jahrhunderts. Darunter befinden sich zwei Szenen der Bekehrung des Kaisers Konstantin zum Christentum und zehn Miniaturen der Auffindung des wahren Kreuzes Christi durch Konstantins Mutter Helena. Die Bilder erinnerten die Flüchtlinge an eine glücklichere Zeit.
In der „Gefangennahme Jesu“ nähert sich Judas von links. Rechts schneidet Petrus dem Malchus ein Ohr ab. Das  bemerkenswerteste Detail ist der halbnackte junge Mann rechts mit einem Heiligenschein, der den Betrachter voll Sorge anblickt und dem der rechte Unterarm fehlt. Nach den Stylianous ist es Markus, der sich in seinem Evangelium selbst zum Augenzeugen gemacht habe (Mk 14,50–52 ): Alle verließen Jesus und flohen. „Ein junger Mann aber, der nur mit einem leinenen Tuch bekleidet war, wollte ihm nachgehen. Da packten sie ihn; er aber ließ das Tuch fallen und lief nackt davon.“ In der „Verspottung Jesu“ tragen etliche der Spötter Musikinstrumente.

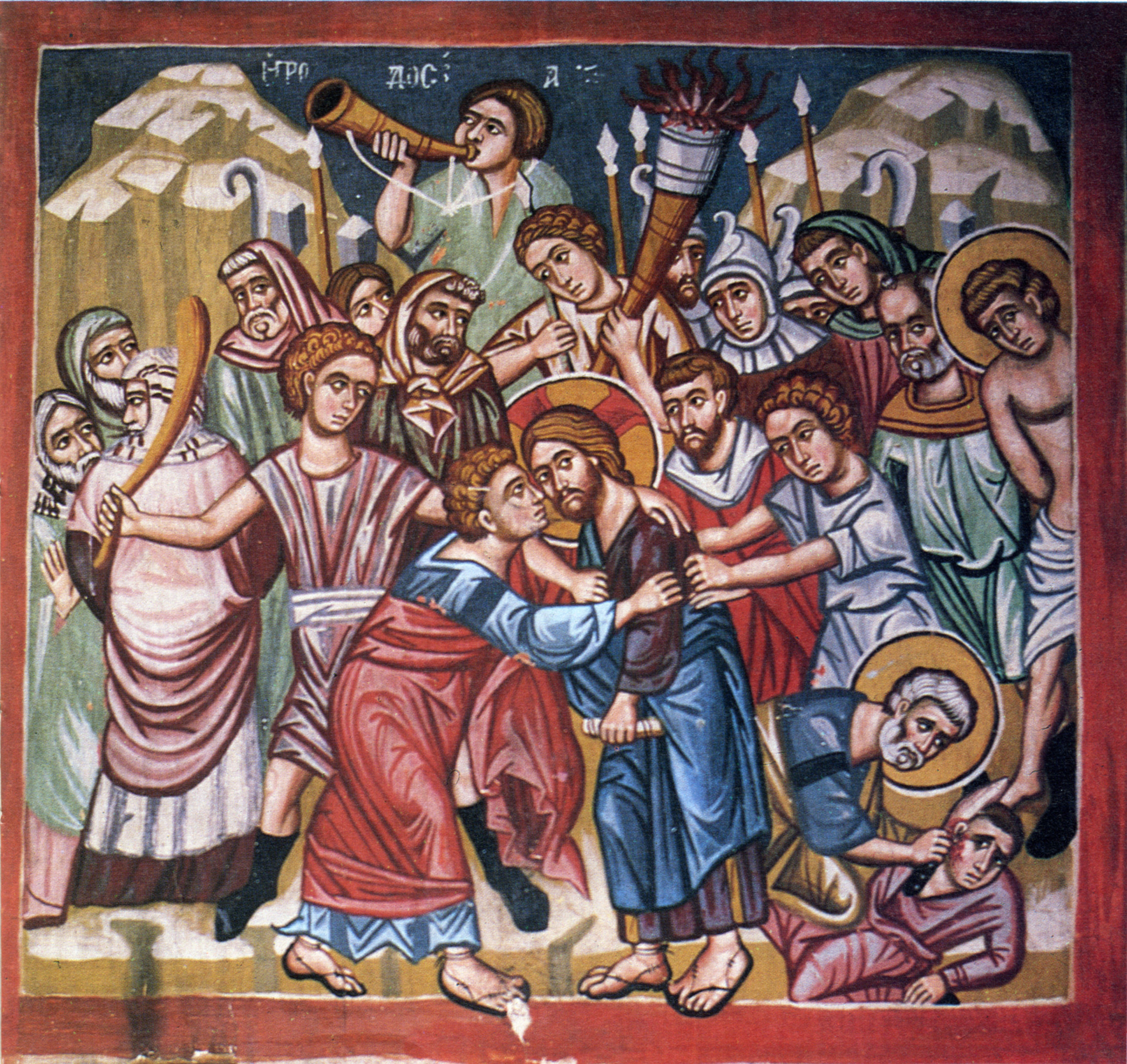
Gefangennahme Jesu
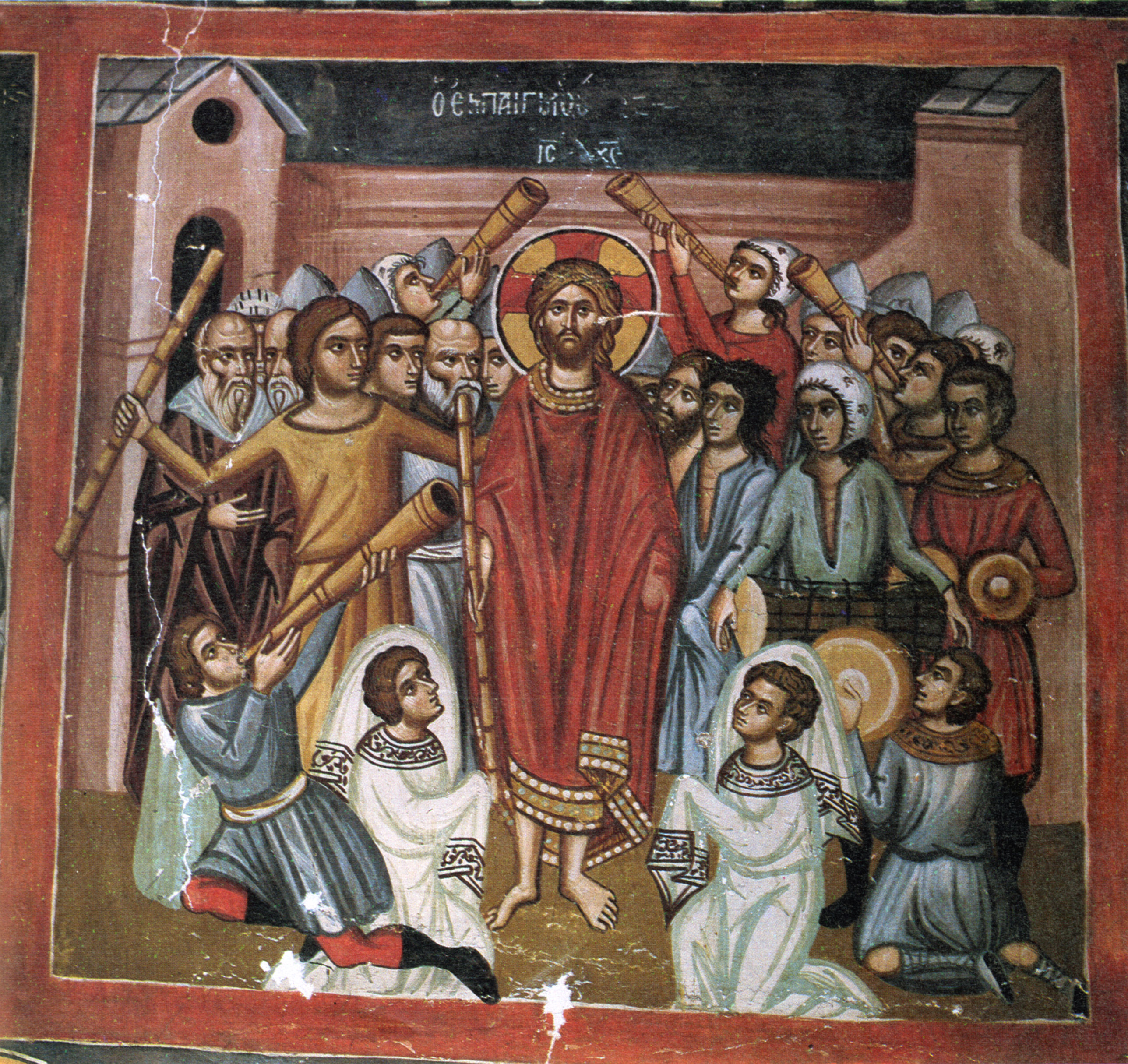
Verspottung Jesu